# Atari Program Exchange
Pour les articles homonymes, voir APX.
Atari Program Exchange (APX) est une division de la société Atari, fondée en février 1981 et fermée en 1984, spécialisée dans la distribution de programmes  pour les ordinateurs Atari 8-bit par l’intermédiaire d’un catalogue et de commandes par email. Pendant ses trois ans d’existence, elle permet à tous les développeurs (et pas seulement aux professionnels) de proposer des programmes à Atari qui en sélectionne certains afin de les commercialiser. L’idée de ce système est imaginée par Dale Yocum qui parvient à convaincre Atari de le mettre en place en 1981. En 1982, il est cependant remplacé à la tête d’APX par Fred Thorlin qui dirige la division jusqu’à sa fermeture en 1984. APX est à l’origine de plusieurs gros succès dont Eastern Front et Caverns of Mars qui se vendent à plusieurs milliers d’exemplaires.